# The Art in Heaven Concert
The Art in Heaven Concert – wideo z koncertu Mike’a Oldfielda w Sylwester 1999 roku. Materiał zarejestrowany został w Berlinie z okazji nadejścia nowego millenium. Głównym elementem koncertu było odegranie całości materiału z albumu The Millennium Bell oraz specjalnie przygotowanego na tę okazję utworu Art in Heaven, zawierającego melodię Ody do radości Ludwiga van Beethovena.
Część utworu Art in Heaven zostało później wydane na albumie Tres Lunas.

## Lista utworów

### Część klasyczna
1. „Tubular Bells” (Excerpts from part 1)
2. „Portsmouth”
3. „Moonlight Shadow”
4. „Secrets”
5. „Shadow on the Wall”

### CzęśćThe Millennium Bell
1. „Sunlight” („Sunlight Shining Through Cloud”)
2. „The Doges Palace”
3. „Mastermind”
4. „Broad” („Broad Sunlit Uplands”)
5. „Liberation”
6. „Amber Light”
7. „The Millennium Bell”

### Dodatki
- „Art in Heaven”
- „The Making Of...” – dokument
- Wywiad z Mikiem Oldfieldem